# Gruppo cosmonauti Roscosmos 16
Il Gruppo cosmonauti Roscosmos 16 è stato selezionato l'8 ottobre 2012 ed è composto da otto persone di cui sette ingegneri e un pilota militare. L'addestramento generale dello spazio al GCTC è durato due anni (30 ottobre 2012 - 17 giugno 2014) per tutti i cosmonauti tranne per Ignatov (ritirato per motivi medici) e Kikina. Il 17 giugno 2014 la Commissione Interdipartimentale aveva infatti deciso di non qualificare Kikina come cosmonauta a causa di una serie di esami non superati durante l'addestramento, ma nonostante ciò le è stata data la possibilità di recuperare e sei mesi dopo, il 17 dicembre 2014, è diventata ufficialmente una cosmonauta. Alla selezione avevano partecipato 303 persone di cui 42 erano donne. Blinov si è ritirato nel 2016 senza essere mai andato nello spazio.
- Oleg Blinov[4] (Rit.)
- Nikolaj Čub[5]
- Pëtr Dubrov[6]

Sojuz MS-18/19 (Expedition 65/66)
- Andrej Fedjaev[7]

SpaceX Crew-6 (Expedition 69)
- Ignat Ignatov[8] (Rit.)
- Anna Kikina[9]

SpaceX Crew-5 (Expedition 67/68)
- Sergej Korsakov[10]

Sojuz MS-21 (Expedition 66/67)
- Dmitrij Petelin[11]

Sojuz MS-22/ Sojuz MS-23 (Expedition 68/69)